# Julian Jackson
Pour les articles homonymes, voir Julian Jackson (homonymie) et Jackson.
Julian Jackson est un boxeur des Îles Vierges américaines né le 12 septembre 1960 à Saint-Thomas.

## Carrière
Il s'empare du titre vacant de champion du monde des super-welters WBA le 22 novembre 1987 en stoppant à la 3e reprise le sud-coréen In-Chul Baek. Il conserve cette ceinture jusqu'en 1990, année durant laquelle il choisit de boxer dans la catégorie supérieure.
Le 24 novembre 1990, il devient champion du monde des poids moyens WBC en battant Herol Graham par KO dans la 4e reprise. Il confirme cette victoire face à Dennis Milton, Ismael Negron, Ron Collins et Thomas Tate mais est détrôné par Gerald McClellan le 8 mai 1993.
Bien qu'à nouveau battu au 1er round lors du combat revanche organisé à Las Vegas le 7 mai 1994, Jackson parvient à s'emparer une seconde fois de cette ceinture WBC (laissée vacante par McClellan) le 17 mars 1995 en stoppant au 2e round Agostino Cardamone. Il la perd cette fois définitivement le 19 août au profit de Quincy Taylor (défaite par arrêt de l'arbitre au 6e round).

## Distinctions
- Julian Jackson est membre de l'International Boxing Hall of Fame depuis 2019.
- Il est considéré comme le 25e plus gros puncheur de l'histoire de la boxe selon Ring Magazine[7] dans un classement établi en 2003.